# Lee Bong-ju
Lee Bong-ju (en coréen 이봉주, né le 11 octobre 1970 à Cheonan) est un athlète sud-coréen, spécialiste du marathon.
Médaillé d'argent aux Jeux olympiques d'Atlanta, son meilleur temps est de 2 h 7 min 20 s au marathon de Tokyo du 13 février 2000.

## Palmarès
| Date | Compétition     | Lieu    | Résultat | Épreuve  | Performance     |
| ---- | --------------- | ------- | -------- | -------- | --------------- |
| 1996 | Jeux olympiques | Atlanta | 2e       | Marathon | 2 h 12 min 39 s |
| 1998 | Jeux asiatiques | Bangkok | 1er      | Marathon | 2 h 12 min 32 s |
| 2002 | Jeux asiatiques | Busan   | 1er      | Marathon | 2 h 14 min 4 s  |